# Windparks in Ulrichstein
Die Windparks in Ulrichstein sind mehrere Windparks auf dem Gebiet der Stadt Ulrichstein in Hessen. Die kleine Stadt im Vogelsberg ist überregional als Windkraftgemeinde bekannt. Rund 70 Windkraftanlagen in fünf einzelnen Windparks gehören heute zum Landschaftsbild der Gemarkungen Ulrichsteins und seiner Stadtteile und erstrecken sich teilweise auch auf das Gebiet benachbarter Gemeinden. Die Nutzung der Windenergie begann in Ulrichstein bereits 1994 und damit früher als an vielen anderen Orten in Hessen. 1996 nahm die Stadt Ulrichstein zudem den ersten kommunalen Windpark Deutschlands in Betrieb. Auch der gegenwärtig (Stand: Januar 2013) leistungsstärkste zusammenhängende Windpark Hessens liegt zum größten Teil im Stadtgebiet.

## Geschichtlicher Überblick
Durch seine Lage im Hohen Vogelsberg mit zahlreichen windexponierten Höhenrücken bietet Ulrichstein von Natur aus günstige Voraussetzungen für die Nutzung der Windenergie. Ende der 1980er Jahre begannen das Land Hessen und die OVAG mit der Planung eines ersten Windparks in einem deutschen Mittelgebirge, der als Pilotprojekt zum vergleichenden Versuchsbetrieb verschiedener Windkraftanlagen gedacht war. Windmessungen wiesen schon damals das Gebiet von Ulrichstein als besonders windhöffiges Gebiet aus. Aufgrund der Lage der Stadt in einem Landschaftsschutzgebiet wurde der Versuchswindpark (Windenergiepark Vogelsberg) dann jedoch 1990/91 bei Hartmannshain in der Gemeinde Grebenhain gebaut.
1991 wurde durch die damalige rot-grüne Landesregierung (Kabinett Eichel I) die hessenEnergie Gesellschaft für rationelle Energienutzung mbH als Landesenergieagentur ins Leben gerufen. Schwerpunkte waren die Energieberatung und ab 1993 auch die Förderung der erneuerbaren Energien. Hierfür wurde die hessenWind Energieanlagen-Gesellschaft mbH & Co. KG zur Nutzung von Windenergie (hessenWind I) als Beteiligungsgesellschaft gegründet. 1994 errichtete die hessenWind I ihre ersten Windparks bei Flechtdorf (Ortsteil von Diemelsee) und auf der Platte bei Ulrichstein. Diese gehörten nach dem Pilotprojekt bei Hartmannshain auch zu den ersten kommerziellen Windparks im Land Hessen überhaupt.
Die hessenEnergie beziehungsweise ihre Beteiligungsgesellschaften errichteten in den Folgejahren noch weitere Windparks im Ulrichsteiner Stadtgebiet. Nach der hessischen Landtagswahl 1999 kündigte die neugewählte CDU/FDP-Landesregierung (Kabinett Koch I) den Verkauf ihrer Anteile an der hessenEnergie an. Im Jahr 2002 erwarb schließlich der regionale Energieversorger OVAG sämtliche Anteile an der hessenEnergie. Alle Aktivitäten der OVAG im Bereich der Windenergie erfolgen seither über die hessenEnergie und ihre hessenWind-Beteiligungsgesellschaften, so auch der Betrieb der Windparks bei Ulrichstein.
Im Rahmen einer Kooperation zwischen der hessenEnergie und der Stadt Ulrichstein entstand 1996 der bundesweit erste als kommunaler Eigenbetrieb geführte Windpark, ebenfalls am Standort Auf der Platte. Die Finanzierung erfolgte über ein Factoring-Modell durch die hessenEnergie. Auch die Planung und Betriebsführung wurden über die hessenEnergie abgewickelt. In der Folgezeit wurde durch die Stadt Ulrichstein unter dem damaligen Bürgermeister Erwin Horst der Bau weiterer kommunaler Windparks in Angriff genommen. Für sein Engagement für die Windenergie wurde Erwin Horst im Jahr 2006 vom Bundesverband Windenergie zum Ehrenmitglied ernannt. 2002 wurde der kommunale Eigenbetrieb Stadtwerke Ulrichstein gegründet, unter dessen Dach neben den kommunalen Windparks auch die Wasserversorgung und weitere städtische Einrichtungen zusammengefasst sind.
Die aus dem Windparkbetrieb resultierenden Einnahmen flossen teilweise in den Aufbau der städtischen Infrastruktur oder wurden (und werden) für die Quersubventionierung eingesetzt. 2003 wurde in Ulrichstein das Innovationszentrum eingeweiht, das als multifunktionaler Gebäudekomplex Rathaus, Bürgerhaus, Feuerwehrhaus, Notarzt und Stadtarchiv unter einem Dach vereint. Das Innovationszentrum wird durch eine Pelletsheizung beheizt und trägt auf seinem Dach eine Photovoltaikanlage. Angeschlossen ist weiterhin das Seminarhaus Windkraft, das für Seminare und Bildungsveranstaltungen im Bereich der erneuerbaren Energien genutzt wird. Die Windenergie ist mittlerweile in das Tourismusangebot der Stadt Ulrichstein eingebunden, unter anderem im Rahmen von Führungen durch den Windpark Auf der Platte und die Ausweisung des dortigen Windenergielehrpfades.
Neben den Windkraftanlagen der hessenEnergie und der Stadt Ulrichstein sowie eines privaten Investors aus der Region (Vogelsberger Windenergie Bohn & Co. OHG) werden einige Anlagen auch nach dem Modell des Bürgerwindparks betrieben. Im März 2009 wurde die Bürgerwind Ulrichstein Betriebs GmbH & Co. KG gegründet, der 137 Bürger und Bürgerinnen aus Ulrichstein und anderen Gemeinden im Vogelsbergkreis als Kommanditisten angehören. Ein weiteres Bürgerwindpark-Projekt soll durch die Anfang 2012 gegründete Bürgerwind Zwirnberg GmbH & Co. KG realisiert werden.
Gegenwärtig (Stand: Januar 2013) existieren im Stadtgebiet von Ulrichstein (einschließlich Nachbargemarkungen) fünf einzelne Windparks mit insgesamt 72 einzelnen Windkraftanlagen und einer installierten Gesamtnennleistung von 89,9 MW. Es ist zu erwarten, dass vor allem die Gesamtleistung (weniger die Gesamtzahl der Anlagen) in den nächsten Jahren deutlich steigen wird, da für die älteren Windparks ein Repowering geplant bzw. bereits durchgeführt ist. Die Einspeisung des erzeugten Stroms erfolgt über ein eigenes Umspannwerk der ovag Netz AG in Ulrichstein, das Anfang 1997 fertiggestellt und im Jahr 2011 erweitert wurde.

## Beschreibungen

### Windpark „Auf der Platte“
Der Windpark „Auf der Platte“ ist der älteste Windpark im Stadtgebiet und befindet sich auf der 558 m hohen Platte nordöstlich des Stadtteils Ober-Seibertenrod. Im Dezember 1994 wurden hier zunächst sechs Windkraftanlagen des dänischen Herstellers Micon (fusionierte 1997 mit Nordtank Energy Group zu NEG Micon und wurde 2004 von Vestas übernommen) in Betrieb genommen. Es handelte sich um den Typ Micon M700-225 mit einer Nennleistung von je 225 kW. Betrieben wurden die Anlagen durch die hessenEnergie über ihre Beteiligungsgesellschaft hessenWind I. Unmittelbar im Anschluss an die Anlagen der hessenEnergie nahm die Stadt Ulrichstein im Juli 1996 ihren ersten kommunalen Windpark mit vier Anlagen des Typs Micon M1500-500 mit einer Nennleistung von je 500 kW in Betrieb (Kommunaler Windpark Ulrichstein). Zeitgleich errichtete die hessenEnergie drei weitere Anlagen, davon zwei vom Typ Micon M700-225 und eine vom Typ Micon M1500-500. Diese wurden ersatzweise für einen dritten Windpark der hessenWind I errichtet, der ursprünglich bei Zorn (Ortsteil von Heidenrod) im Taunus geplant war, dort jedoch auf Widerstände von Seiten der Kommunalpolitik stieß.
Diese ersten Windkraftanlagen hatten, gemessen am heutigen Stand der Technik, noch eine verhältnismäßig geringe Leistung. Ende 2011 begann die hessenEnergie daher mit einem vollständigen Repowering des Windparks. Hierin einbezogen wurden auch die vier Anlagen der Stadtwerke Ulrichstein, die von der hessenEnergie angekauft wurden. Nach dem Abbau der dreizehn Altanlagen begann der Bau von sieben neuen Anlagen des Typs Enercon E-82 E2. Diese verfügen bei einer Nabenhöhe von 138 m über eine Nennleistung von je 2,3 MW. Betreiber des Windparks nach dem Repowering war ausschließlich die hessenEnergie über die Beteiligungsgesellschaft hessenWind VI, da die Stadtwerke Ulrichstein aus finanziellen Gründung auf eine Beteiligung (drei Anlagen) verzichteten. Mit der Auflösung der hessenWind VI am 18. Dezember 2013 wurde der Betrieb des Windparks durch den einzigen Kommanditisten dieser Gesellschaft, die ovag Energie AG, übernommen.
Über ein Genussrechtsdarlehen ist die Energiegenossenschaft Vogelsberg eG Mitfinanzierer des 28 Mio. Euro teuren Projekts. Die neuen Anlagen wurden im Herbst 2012 errichtet und nacheinander ab Ende Dezember 2012 in Betrieb genommen. Die Gesamtnennleistung beträgt nunmehr 16,1 MW (vor dem Repowering 4,5 MW), womit rechnerisch der Jahresstrombedarf von bis zu 14.000 Haushalten gedeckt werden kann. Die offizielle Schlüsselübergabe erfolgte am 23. Dezember 2012.
Zum Windpark „Auf der Platte“ gehört auch der Windenergielehrpfad der Stadt Ulrichstein, der nach dem Abschluss des Repowerings neu ausgewiesen werden soll.

### Windpark „Alte Höhe“
Standort dieses Windparks ist die 535 m hohe Alte Höhe zwischen dem Stadtteil Wohnfeld und Altenhain, das zur Stadt Laubach gehört. Er besteht aus insgesamt zwölf Anlagen. Hiervon wurden zehn Anlagen vom Typ NEG Micon NM 60/1000 mit einer Nabenhöhe von 70 m und einer Nennleistung von je 1 MW bereits im September 2000 in Betrieb genommen. Sechs Anlagen werden von den Stadtwerken Ulrichstein betrieben, je zwei von der hessenEnergie (hessenWind Alte Höhe GmbH) und der Bürgerwind Ulrichstein. Im Juni 2011 folgten zwei neue Windkraftanlagen des Typs Enercon E-82 E2 im Eigentum der hessenEnergie, womit die Gesamtnennleistung des Windparks auf 14,6 MW gesteigert werden konnte.

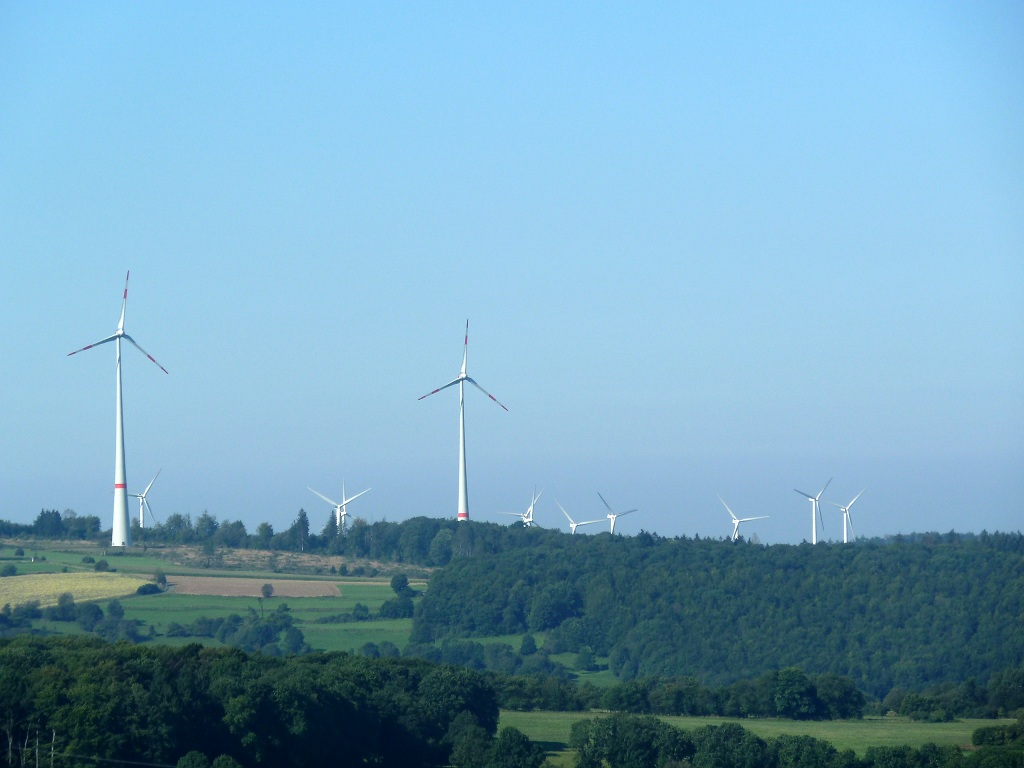
Gesamtansicht Windpark „Alte Höhe“ von Osten
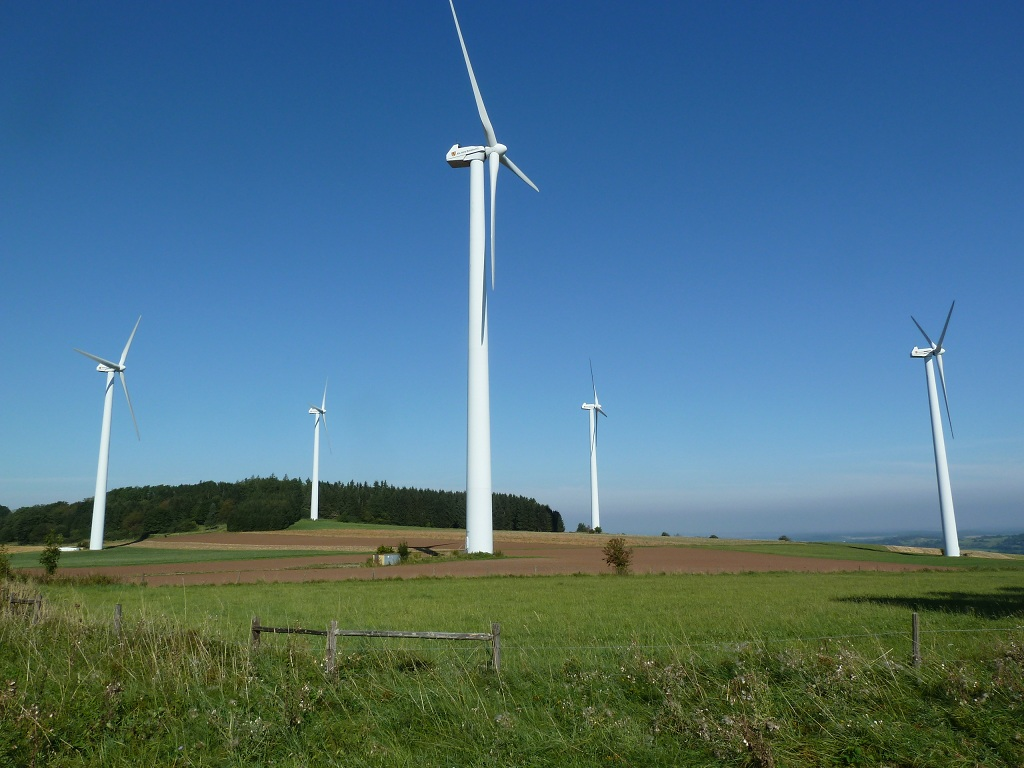
Windkraftanlagen auf der „Alten Höhe“
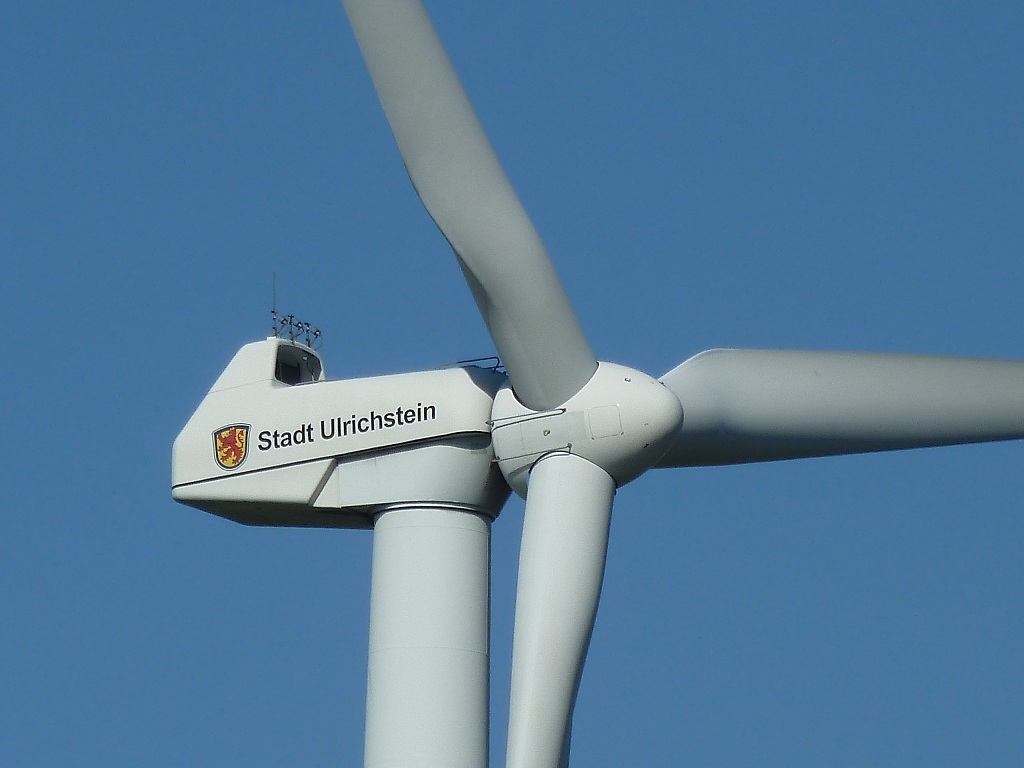
NEG Micon NM 60/1000 der Stadtwerke Ulrichstein
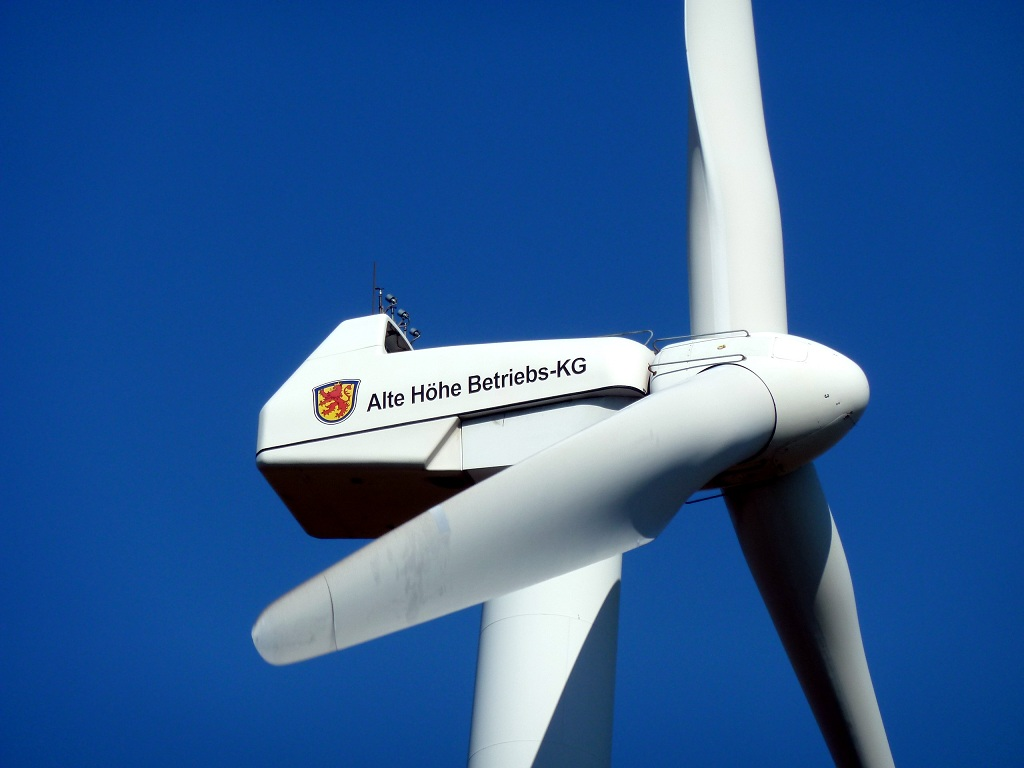
NEG Micon NM 60/1000 Bürgerwindkraftanlage
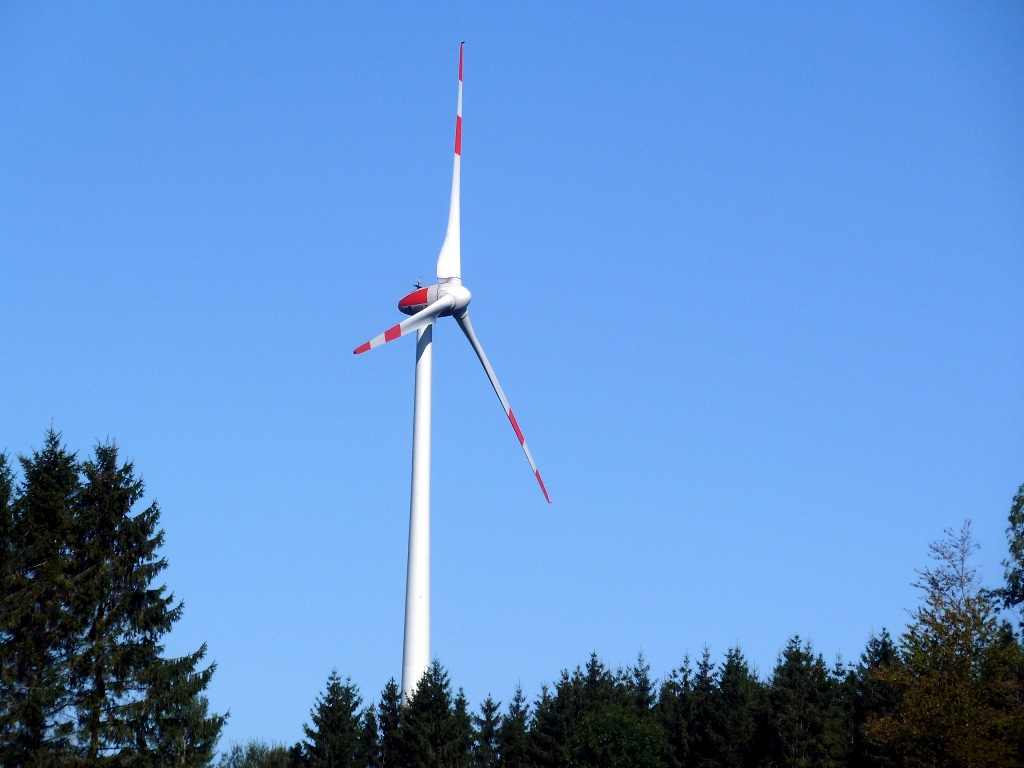
Enercon E-82 E2 der hessenEnergie
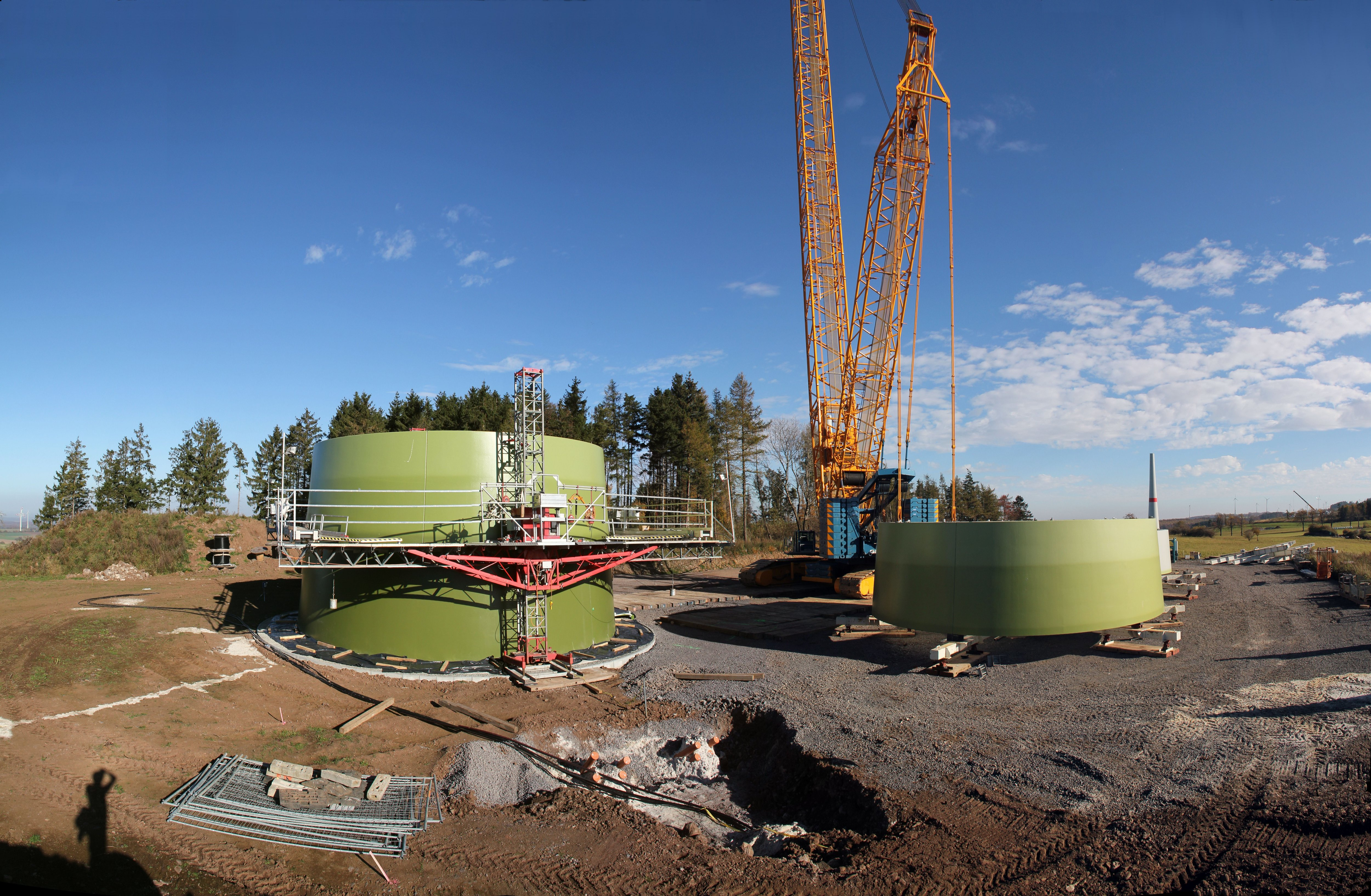
Bau der neuen Anlagen im Windpark „Auf der Platte“

### Windpark „Goldner Steinrück“
Der größte und leistungsfähigste Windpark sowohl im Gebiet der Stadt Ulrichstein als auch im Land Hessen liegt auf dem 578 m hohen Goldnen Steinrück östlich des Stadtteils Helpershain. Er erstreckt sich teilweise auch auf die Gemarkung von Dirlammen, Engelrod und Meiches, die bereits zur Nachbargemeinde Lautertal gehören. Bedingt durch die Vielzahl der Betreiber und Anlagentypen wie auch der einzelnen Bauphasen ist der Windpark „Goldner Steinrück“ deutlich als „gewachsener Windpark“ zu charakterisieren.
Auf dem Goldnen Steinrück errichtete zunächst die hessenEnergie über ihre Beteiligungsgesellschaft hessenWind II sechs Windkraftanlagen des Typs Micon M1500-500, die im Juli 1996 als Windpark Ulrichstein-Helpershain in Betrieb genommen wurden. Südlich anschließend daran realisierte die Stadt Ulrichstein in Zusammenarbeit mit der hessenEnergie im Jahr 1997 ihren zweiten kommunalen Windpark unter der Bezeichnung Kommunaler Windpark Helpershain. Dieser besteht aus acht Anlagen des Typs Wind World W4200 mit einer Nennleistung von je 600 kW. Geliefert wurden diese Anlagen von einer dänischen Firma, die später in NEG Micon aufging. Weiterhin entstanden fünf Anlagen des Typs Enercon E-40/5.40.
Im Jahr 2000 errichtete dann die Energiekontor AG auf dem Goldnen Steinrück, jedoch bereits in der Gemarkung von Engelrod, vier Windkraftanlagen des Typs AN Bonus 1300/62 (Nennleistung je 1,3 MW) als Windpark Engelrod. Da diese Anlagen unmittelbar im Anschluss an die der Stadtwerke Ulrichstein stehen, sind sie als Teil des Windparks zu betrachten. Zwei Windkraftanlagen der Typen DeWind D6/62 (Nennleistung 1 MW) und Nordex N62 (Nennleistung 1,3 MW) privater Betreiber wurden 2001 hinzugefügt. Zur gleichen Zeit wurden durch Energiekontor acht Anlagen des Typs AN Bonus 1300/62 auf dem östlichen Hang des Goldnen Steinrücks in der Gemarkung von Dirlammen aufgestellt. Sie waren von den bis dahin errichteten Anlagen räumlich deutlich getrennt und bilden den Windpark Dirlammen der Firma.
Im Frühjahr 2011 begannen die hessenEnergie und die Bürgerwind Ulrichstein mit der Aufstellung neuer Windkraftanlagen des Herstellers Enercon im Wald nördlich und östlich der bestehenden Windparkfläche als Windpark Helpershain-Meiches. Es handelt sich um sieben Anlagen des Typs Enercon E-82 E2, die schließlich im November 2011 in Betrieb genommen werden konnten. Vier der Anlagen gehören der hessenEnergie (über die  ovag Energie AG), drei der Bürgerwind Ulrichstein. Alle 40 Anlagen aller vier Betreiber des Windparks hatten zu diesem Zeitpunkt zusammengenommen eine Gesamtnennleistung von 44,3 MW.
Aufgrund der großen Anzahl von weitem sichtbarer Windkraftanlagen wird der Windpark auf dem Goldnen Steinrück – je nach Standpunkt – in der Öffentlichkeit sowohl positiv als Symbol für den Ausbau der erneuerbaren Energien und die Energiewende als auch negativ als „Landschaftsverschandelung“ und Bedrohung für die einheimische Vogelwelt wahrgenommen. So besuchten am 31. Juli 2007 die damalige hessische SPD-Spitzenkandidatin Andrea Ypsilanti und der designierte Wirtschafts- und Umweltminister und Eurosolar-Präsident Hermann Scheer im Rahmen einer Wahlkampfveranstaltung vor der Landtagswahl 2008 den Windpark.
Durch den NABU kritisiert wurde insbesondere die Erweiterung des Windparks durch die sieben neuen Anlagen des Typs Enercon E-82 E2, die eine Höhe von fast 180 m erreichen, und deren Bau im Februar 2011 vom Regierungspräsidium Gießen genehmigt wurde. Sie versperren nach Ansicht des NABU eine für den Artenschutz wichtige Lücke zwischen dem bisherigen Windpark bei Helpershain und den 3 km entfernten Energiekontor-Anlagen bei Dirlammen. Ein Eilantrag des NABU gegen den Bau der Anlagen wurde im September 2011 vom Verwaltungsgericht Gießen abgewiesen. Daraufhin reichte der NABU-Landesverband Hessen eine Klage vor dem Hessischen Verwaltungsgerichtshof in Kassel ein. Dieser setzte in seinem Urteil vom 20. Mai 2012 die Betriebsgenehmigung für fünf der sieben neuen Anlagen vorläufig aus, die daraufhin bis auf weiteres stillgelegt wurden. Die hessenEnergie als Mitbetreiber der Anlagen verweist demgegenüber auf die vorangegangene Genehmigung der Anlagen durch das Regierungspräsidium und umfangreiche Ausgleichsmaßnahmen, insbesondere für den in der Umgebung des Windparks vorkommenden Schwarzstorch.
Nach einer außergerichtlichen Einigung zwischen dem NABU-Landesverband Hessen einerseits und den Betreibern hessenEnergie und Bürgerwind Ulrichstein andererseits konnten die fünf Enercon E-82 E2 zum 1. Dezember 2012 wieder in Betrieb gehen. Während der NABU seine Klage zurückzog, verpflichteten sich die beiden Windparkbetreiber zur Einrichtung eines Fonds in Höhe von zunächst 500.000 Euro zur Sicherung und Schaffung von Habitaten für den Rotmilan. Durch die halbjährige Stilllegung der fünf Anlagen hatten die Betreiber Einnahmeausfälle von rund einer Million Euro zu verzeichnen.
Im Frühjahr 2012 begann die Errichtung dreier weiterer Windkraftanlagen in der Gemarkung von Dirlammen. Davon gehören zwei wiederum zum Typ Enercon E-82 E2, die im Oktober 2012 in Betrieb genommen werden konnten. Eine dritte Anlage gehört zum Typ Enercon E-101 mit einer Nabenhöhe von 135 m und einer Nennleistung von 3 MW. Sie wurde im September 2013 fertiggestellt und ist die erste Anlage dieser Leistungsklasse im gesamten Vogelsberg. Betreiber der neuen Anlagen (Windpark Dirlammen) ist die Cerventus Naturenergie GmbH, ein Gemeinschaftsunternehmen der EVO und des Projektierers juwi. Nach der Inbetriebnahme der Enercon E-101 erreicht die Gesamtnennleistung des Windparks „Goldner Steinrück“ 51,9 MW.
Die Firma Energiekontor plante ein Repowering ihrer vier Anlagen in der Gemarkung Engelrod bis Ende 2014, wobei die drei neuen Anlagen eine Leistung von jeweils 2,4 bis zu 3,4 MW erreichen sollten. Ähnlich wie im Fall anderer Windparkprojekte im Vogelsbergkreis formierte sich dagegen die Ortsgruppe einer 2012 gegründeten regionalen Bürgerinitiative, die neben der Veränderung des Landschaftsbildes auch eine von ihr unterstellte Unwirtschaftlichkeit der Windenergie im Vogelsberg und mögliche Gesundheitsschäden durch Schallemissionen beklagte.

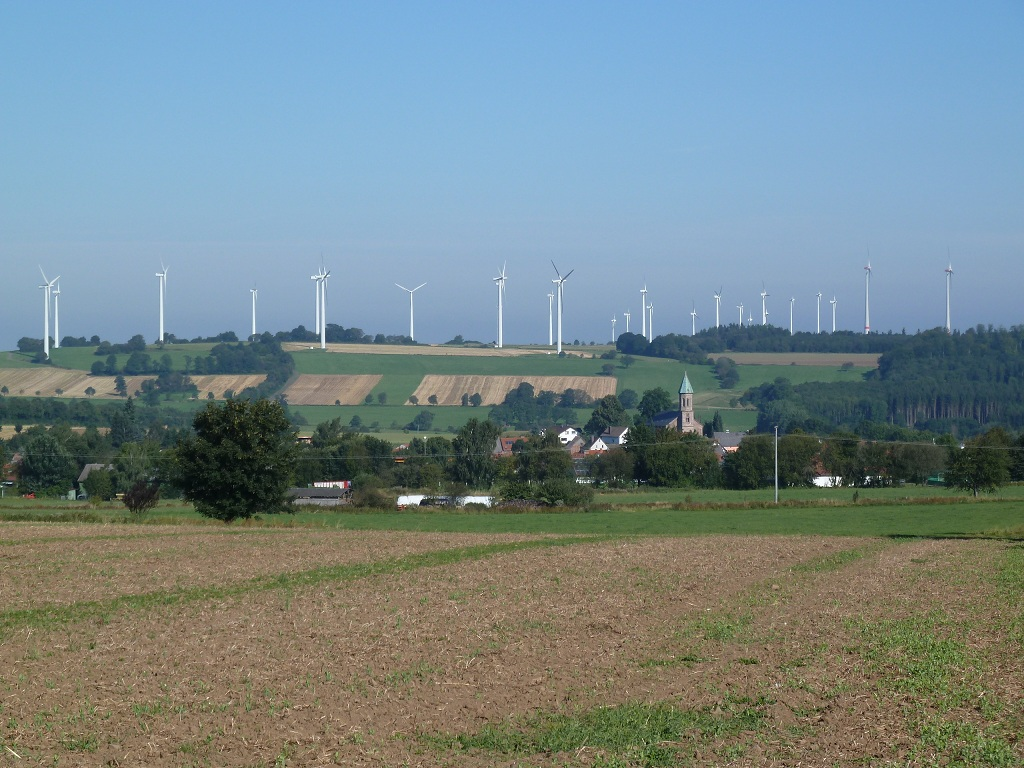
Gesamtansicht Windpark „Goldner Steinrück“, im Vordergrund Engelrod
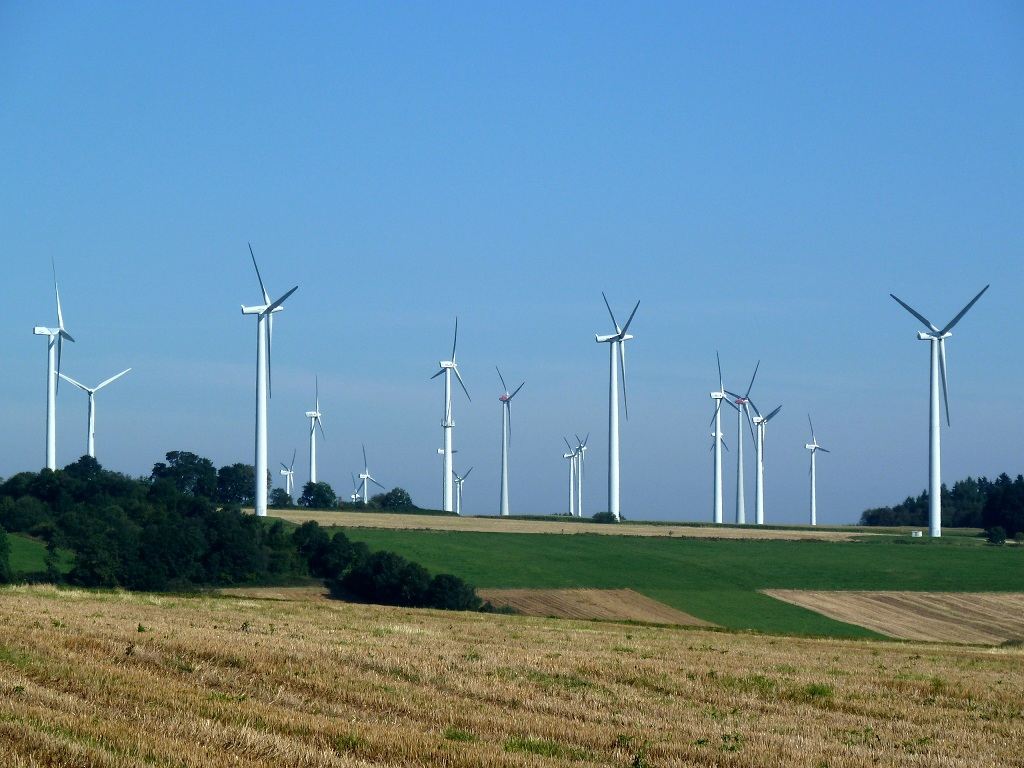
Anlagen verschiedener Hersteller und Betreiber bei Engelrod
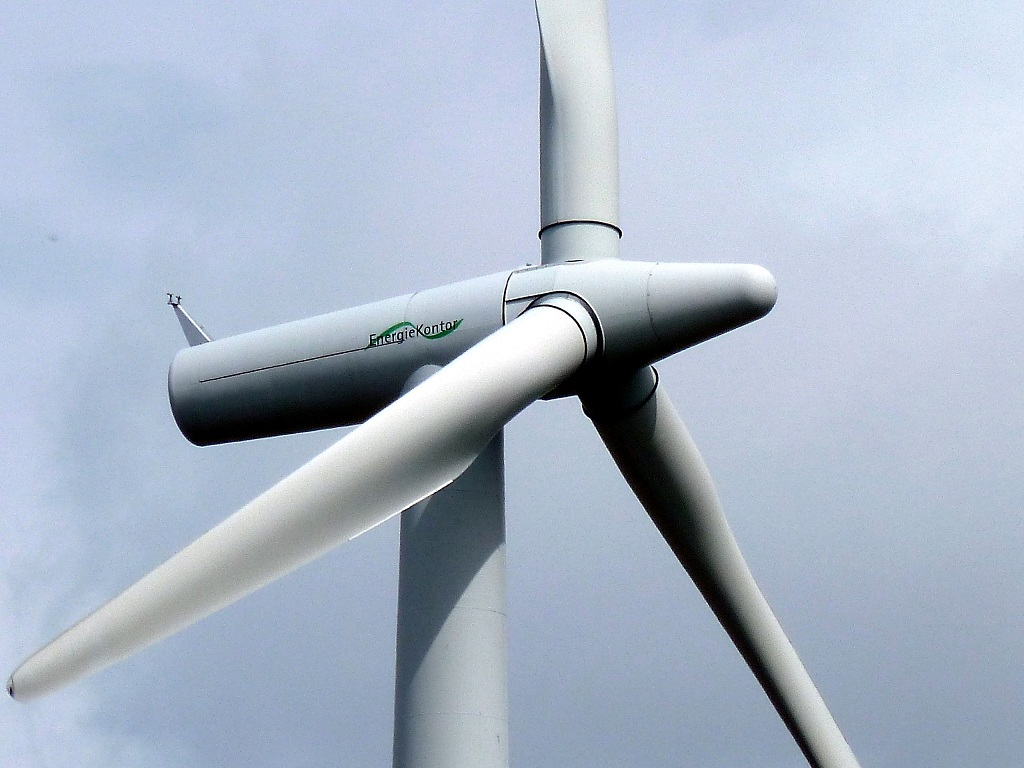
AN Bonus 1300/62 der Energiekontor AG
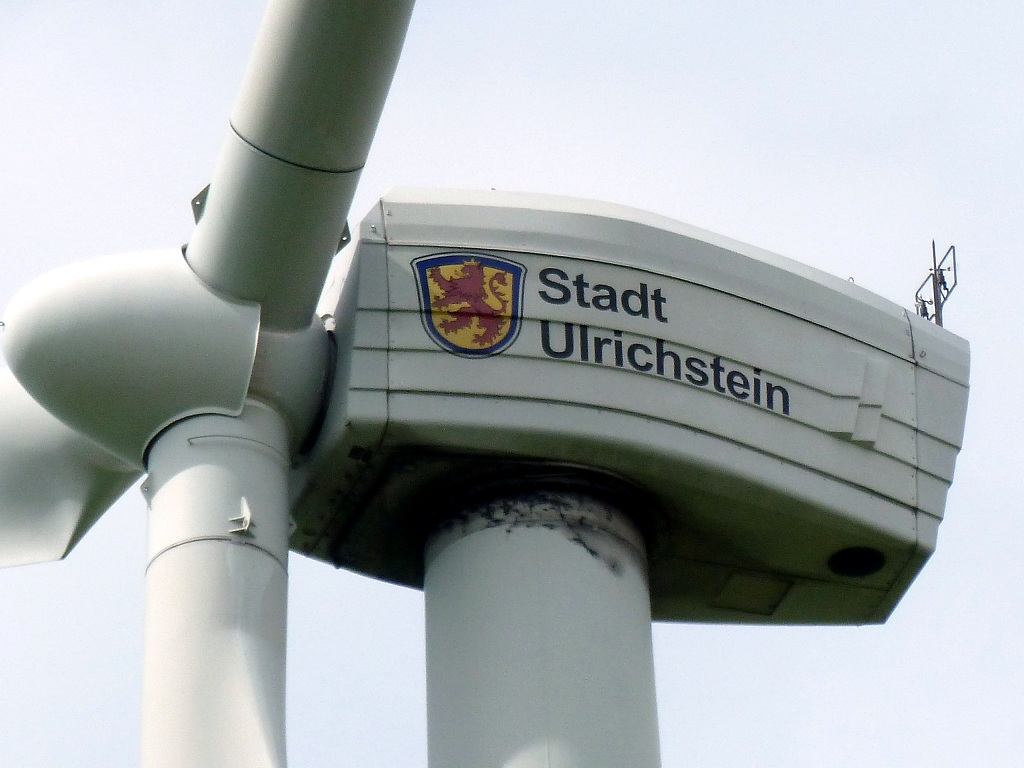
Wind World W4200 der Stadtwerke Ulrichstein
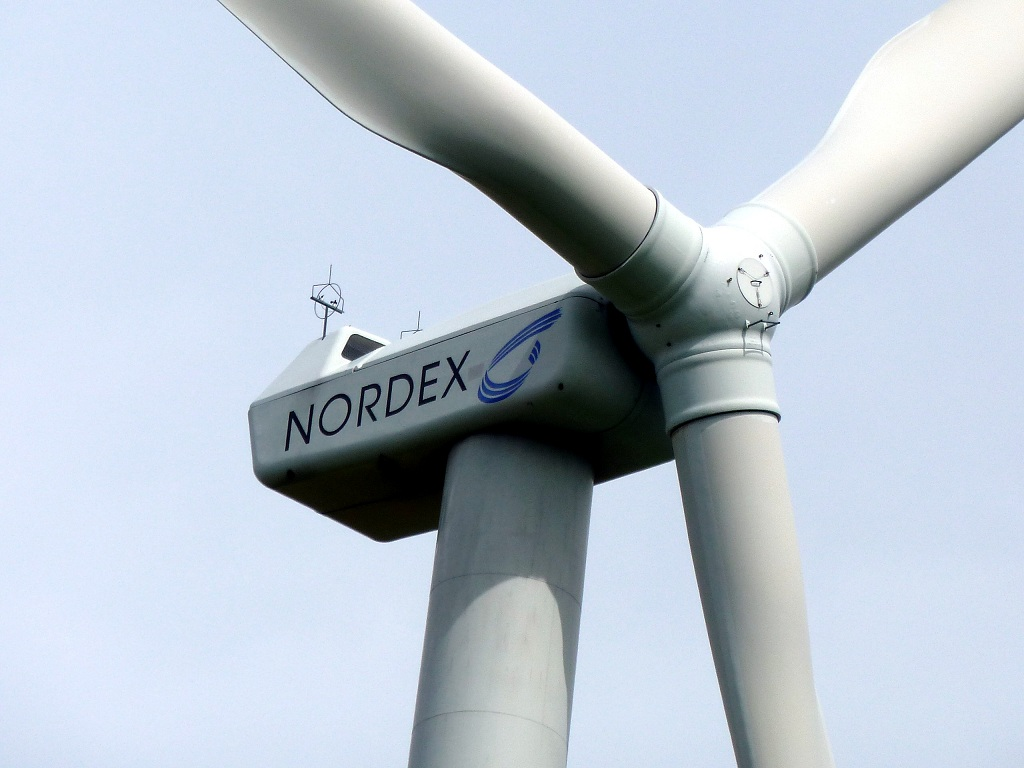
Nordex N62 auf dem „Goldnen Steinrück“
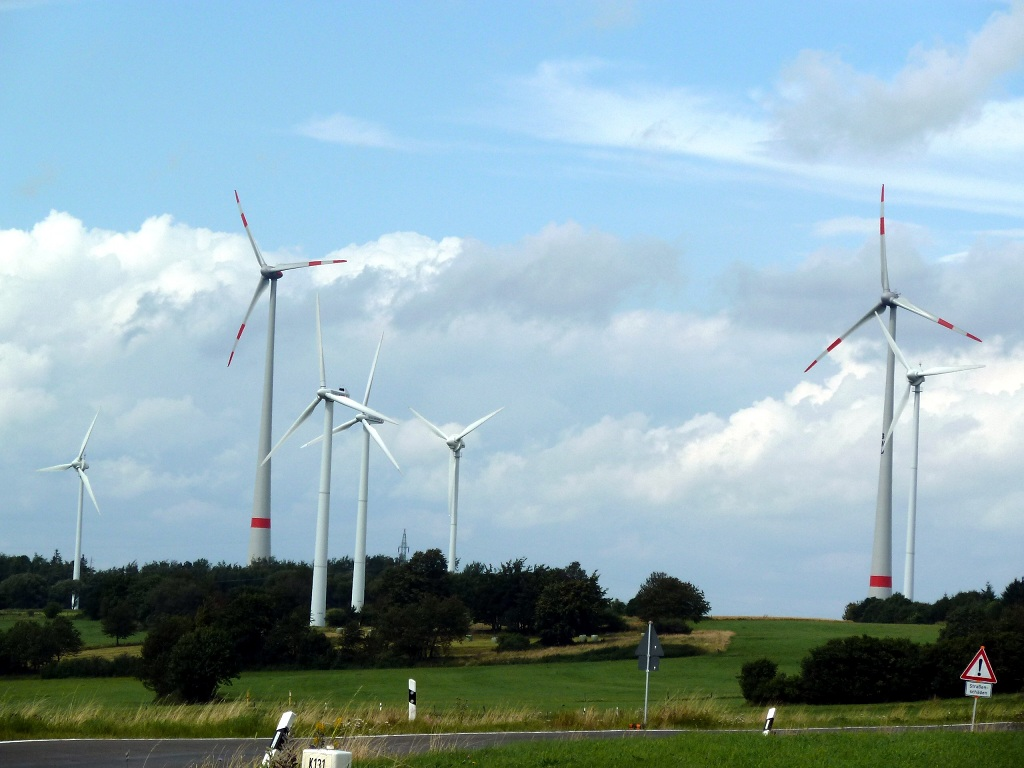
Zwei Enercon E-82 E2, davor ältere Enercon- und Micon-Anlagen
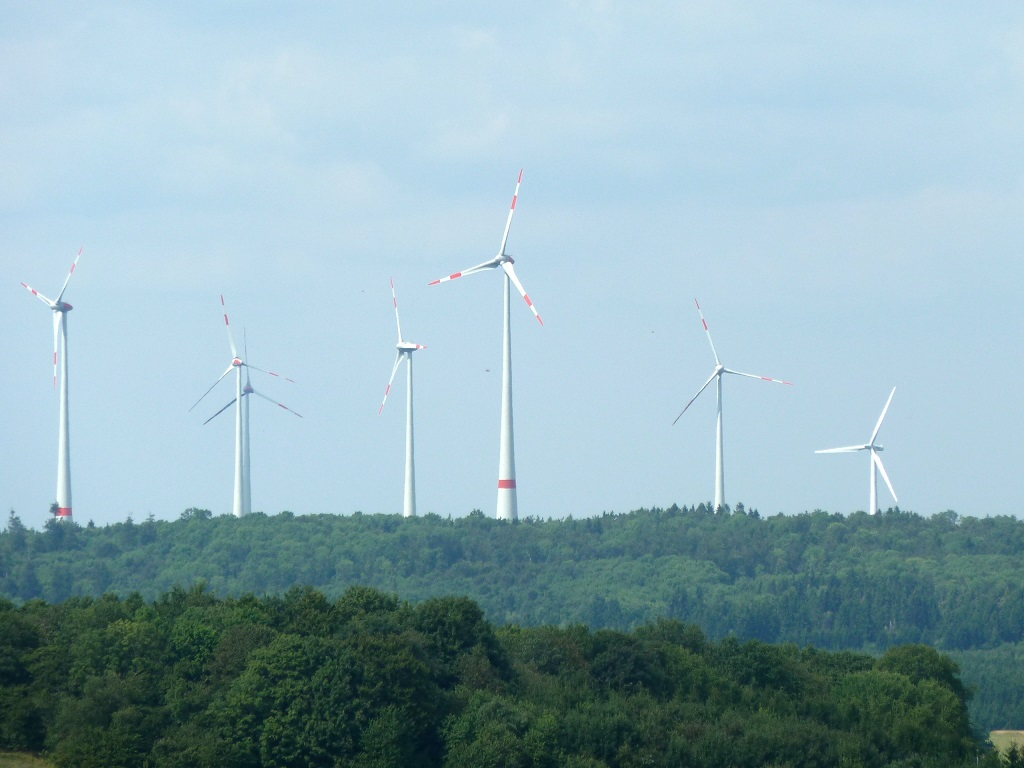
Enercon E-82 E2 der hessenEnergie und Bürgerwind Ulrichstein

### Windpark „Ulrichsteiner Kreuz“
Namensgebend für diesen Windpark ist die Kreuzung der Landesstraßen 3073 und 3139 in der Nähe der Domäne Selgenhof südöstlich der Kernstadt. Der durch die Vogelsberger Windenergie Bohn, einen privaten Investor aus der Region, betriebene Windpark wurde 1997/98 errichtet und zunächst 2003 erweitert. Er besteht aus je einer Anlage der Typen AN Bonus 1000/54 (Nennleistung 1 MW) und Enercon E-58 (Nennleistung 1 MW) sowie drei Anlagen des Typs Enercon E-66 18.70 (Nennleistung je 1,8 MW). Die neueste Anlage vom Typ Enercon E-82 E2 ging im März 2011 ans Netz. Die Gesamtnennleistung aller sechs Anlagen zusammen beträgt 9,7 MW.
Eine Erweiterung des Windparks ist geplant, wobei die zwei Anlagen des Typs Enercon E-101 im Jahr 2014 ihren Betrieb aufnehmen sollen. Gebaut werden diese durch die Stadtwerke Ulrichstein. Bis zu vier weitere Anlagen will außerdem die neugegründete Bürgerwind Zwirnberg errichten. Eine darüber hinausgehende Ausweisung weiterer Flächen für Windkraftanlagen bis zum Sieben Ahorn im Oberwald wurde durch die Stadtverordnetenversammlung von Ulrichstein inzwischen verworfen.
Gegner des Projektes ist unter anderem die benachbarte Stadt Schotten, die durch den Bau der Windkraftanlagen Einbußen im Tourismus befürchtet und darin einen Eingriff in ihre eigenen kommunalen Entwicklungsziele sieht, die vor allem auf den Fremdenverkehr ausgerichtet sind. Von Seiten der Stadt Ulrichstein wird dies zurückgewiesen.

### Windpark Rebgeshain
Der kleinste Ulrichsteiner Windpark liegt westlich des Stadtteils Rebgeshain und besteht aus drei Windkraftanlagen des Typs Enercon E-40/5.40 sowie einer des Typs Nordex N54 Mk2 mit einer Gesamtnennleistung von 2,5 MW. Die Anlagen wurden im Herbst 1996 als erste der Firma Vogelsberger Windenergie Bohn errichtet und in Betrieb genommen.

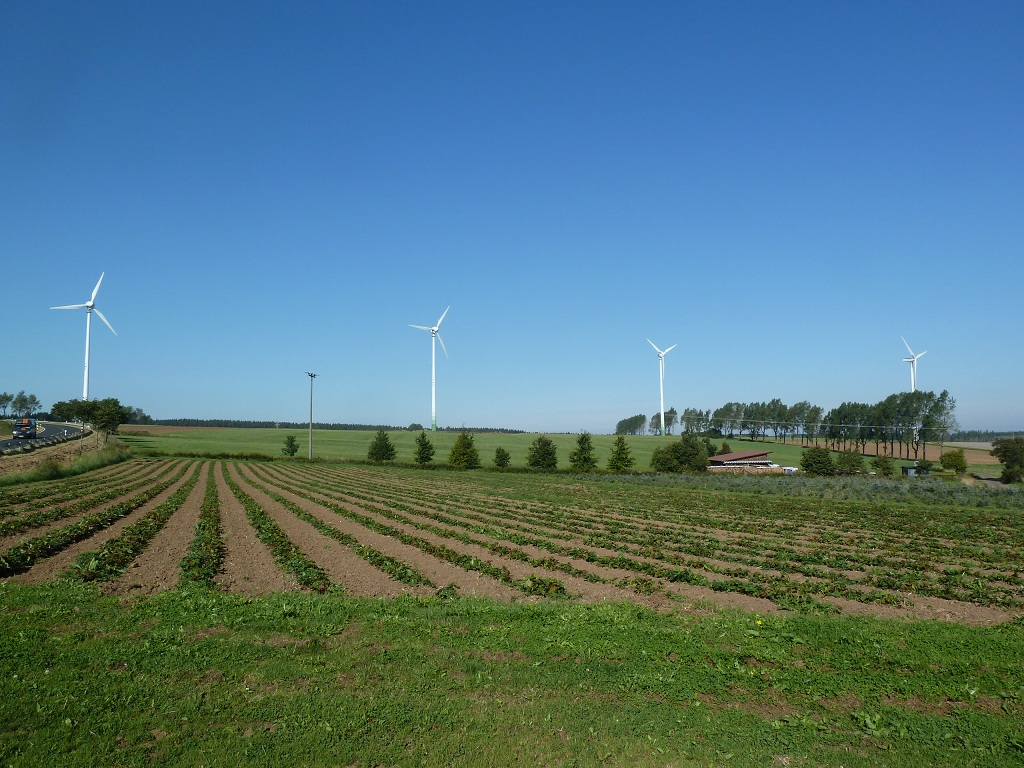
Gesamtansicht Windpark Rebgeshain
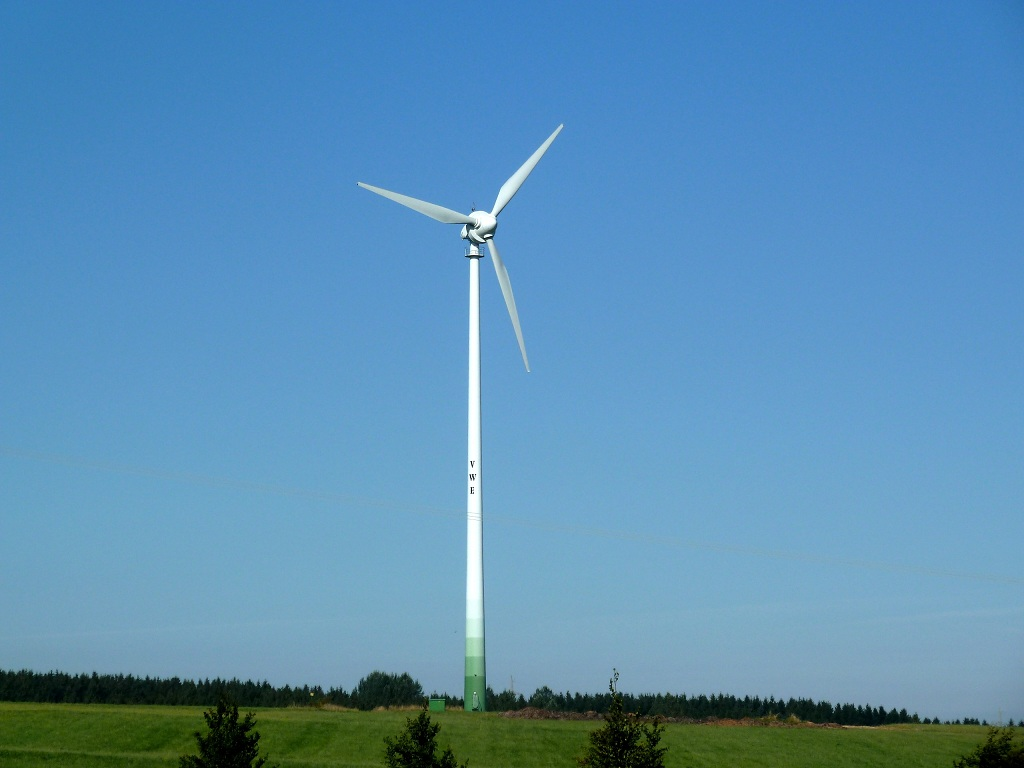
Enercon E-40/5.40 im Windpark Rebgeshain
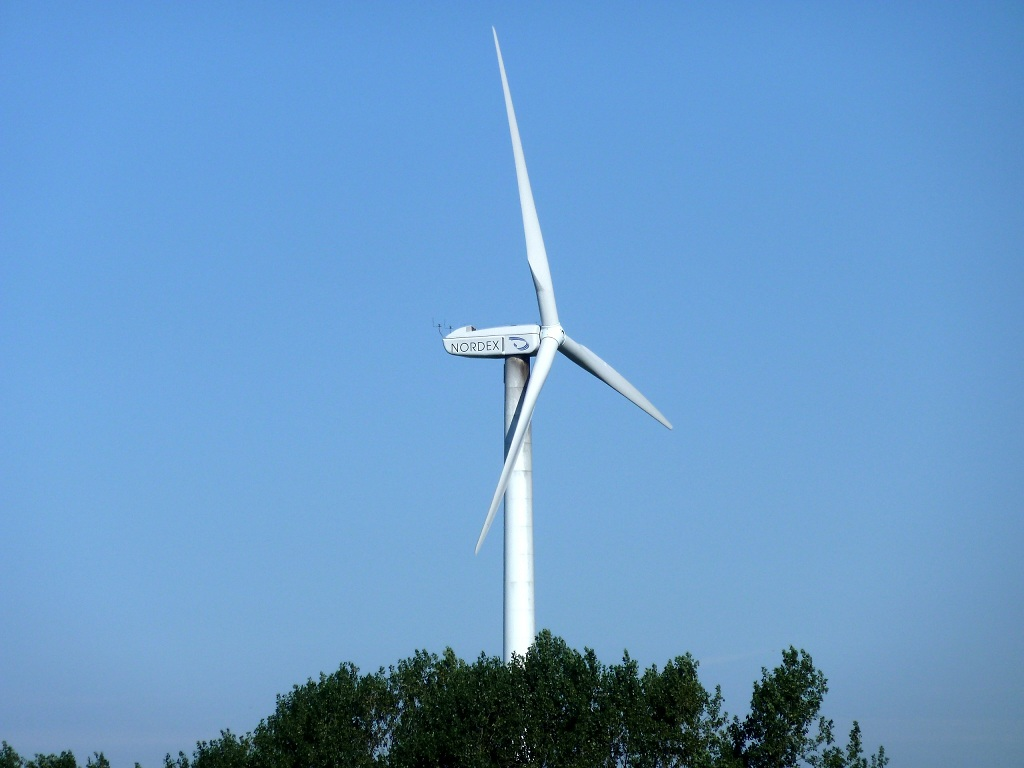
Nordex N54 Mk2 im Windpark Rebgeshain
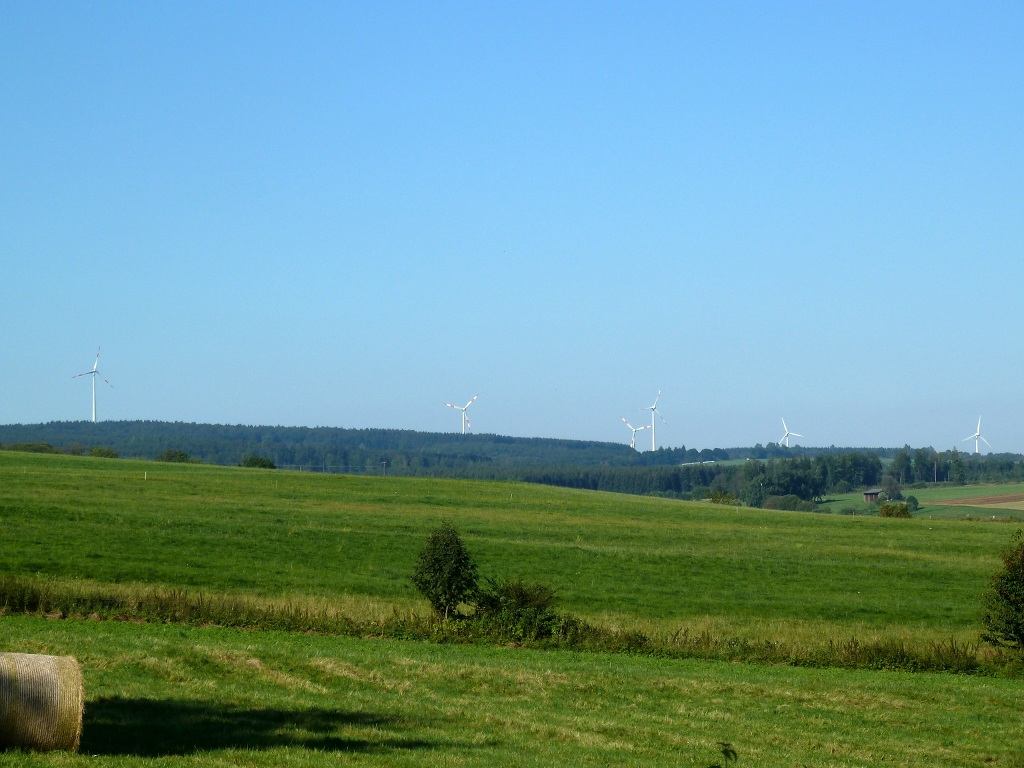
Gesamtansicht Windpark „Ulrichsteiner Kreuz“

## Liste der Windparks
| Bezeichnung                                       | Baujahr                                      | Gesamt- leistung (MW) | Anzahl WKA | Anlagentypen (Zahl) | Gemarkung                              | Koordinaten                 | Betreiberfirma | Bemerkungen |
| ------------------------------------------------- | -------------------------------------------- | --------------------- | ---------- | --- | -------------------------------------- | --------------------------- | --- | --- |
| Windpark „Alte Höhe“                              | 2000 2011                                    | 14,6                  | 12         | Enercon E-82 E2 (2×) NEG Micon NM60/1000 (10×)                                                                          | Wohnfeld                               | 50° 33′ 27″ N, 9° 8′ 9″ O   | Bürgerwind Ulrichstein Stadtwerke Ulrichstein hessenEnergie GmbH                                                                       | Repowering geplant |
| Windpark „Auf der Platte“                         | 1994 1996 2012                               | 16,1                  | 7          | Enercon E-82 E2 (7×) | Ober-Seibertenrod                      | 50° 35′ 47″ N, 9° 10′ 35″ O | hessenEnergie GmbH Energiegenossenschaft Vogelsberg                                                                                    | Repowering 2012 (vorher 8× Micon M700-225 und 5× Micon M1500-500), bis dahin auch kommunaler Windpark (1996–2011)                                                    |
| Windpark „Goldner Steinrück“                      | 1996–1997 1998 2000–2001 2011 2012–2013 2024 | 69,65                 | 29         | AN Bonus 1300/62 (12×) DeWind D6/62 (1×) Enercon E-82 E2 (9×) Enercon E-101 (1×) Nordex N62 (1×) Vestas V150-5.6MW (5×) | Dirlammen Engelrod Helpershain Meiches | 50° 36′ 11″ N, 9° 14′ 38″ O | BMO Windenergie Engelrod Bürgerwind Ulrichstein Cerventus Naturenergie GmbH Energiekontor AG hessenEnergie GmbH Stadtwerke Ulrichstein | eine weitere Micon M1500-500 bereits abgebaut 2024 Repowering im Gange (5× Vestas V150-5.6MW statt 5× Enercon E-40/5.40, 5× Micon M1500-500 und 8× Wind World W4200) |
| Windpark Rebgeshain                               | 1996                                         | 2,5                   | 4          | Enercon E-40/5.40 (3×) Nordex N54 MK2 (1×)                                                                              | Rebgeshain                             | 50° 34′ 20″ N, 9° 13′ 29″ O | Vogelsberger Windenergie Bohn | |
| Windkraftanlagen Ulrichstein-Kopf (Kopf & Köppel) | 2017 2018                                    | 6,1                   | 2          | Enercon E-101 (2×) | Ulrichstein                            | 50° 35′ 18″ N, 9° 12′ 39″ O | Vogelsberger Windenergie Bohn hessenEnergie GmbH                                                                                       | |
| Windpark „Ulrichsteiner Kreuz“                    | 1997–1998 2003 2011                          | 10,2                  | 6          | AN Bonus 1000/54 (1×) Enercon E-66/15.66 (1×) Enercon E-66/18.70 (3×) Enercon E-82 E2 (1×)                              | Ulrichstein                            | 50° 33′ 38″ N, 9° 13′ 12″ O | Vogelsberger Windenergie Bohn | Repowering geplant |